# Parramatta Stadium
Pour les articles homonymes, voir Parramatta (homonymie).
 (avril 2025).
Le Parramatta Stadium est un stade situé à Parramatta, dans la banlieue de Sydney en Australie, consacré essentiellement à la pratique du rugby à XIII. Inauguré en 1986, il peut accueillir environ 22 000 spectateurs. C’est le terrain des Parramatta Eels (National Rugby League ou NRL).
Il accueille aussi les  Western Sydney Rams (rugby à XV)  et le club de football des Western Sydney Wanderers (A-League) ainsi que régulièrement des concerts

## Affluences
Le record d’affluence date de 1994 à l’occasion d’une rencontre de rugby à XIII entre les Kangourous et le XIII de France (27 918 spectateurs), record qui a peu de chances d’être battu, la capacité du stade ayant été abaissée en 2002-03. Depuis cette date, le meilleur total a été obtenu lors d’un match de rugby à XIII en NRL entre les Parramatta Eels et les Wests Tigers en 2006 (21 141 spectateurs).

## Historique

### Cumberland Oval (1847 - 1981)
Sur le site du Parramatta Stadium s’est d’abord élevé le Cumberland Oval, qui dès 1847, accueillait des courses de chevaux, des matches de cricket et de rugby, ainsi que des réunions d’athlétisme et des compétitions de sports mécaniques. Il a été détruit dans les années 1980 pour faire place à un stade plus moderne.

#### Cricket
- Le stade fut l’antre du Central Cumberland Cricket Club, club formé en 1862, qui affronta l’équipe d'Angleterre dans les années 1880 et 1890.

#### Rugby à XV
- Le rugby à XV apparaît à Cumberland Oval en 1879. À partir de 1936, le club de Parramatta (appelé aujourd’hui Parramatta Two Blues) y dispute ses rencontres à domicile. Il a depuis déménagé pour Granville Rugby Park.

#### Rugby à XIII
- On joue au rugby à XIII dès 1909, soit un an après la scission avec les quinzistes. Mais c’est à partir de 1947 avec le Parramatta District Rugby League Club, renommé Parramatta Eels en 1970, que le Cumberland Oval devient une place forte du XIII et ce jusqu’en 1981. Le record de spectateurs pour un match de XIII est de  22 470 (Eels contre South Sydney Rabbitohs, 26 avril 1971). À la suite du premier titre de NRL remporté par les Parramatta Eels en 1981, les supporters du club, sachant que le vieux Cumberland Oval allait être bientôt détruit, décidèrent de devancer le début de la démolition en mettant le feu à la tribune principale !

### Parramatta Stadium

#### Construction et inauguration
- L’État de Nouvelle-Galles du Sud donna son accord pour la construction d’un nouveau stade en 1983. Les travaux durèrent environ un an. En novembre 1985, le stade était terminé. Il fut inauguré le 5 mars 1986, en présence de Sa Majesté la reine Élisabeth II, et la première rencontre eut lieu le 16 mars (Parramatta-St. George Dragons 36– 6).

#### Travaux et extension (2002 - 2003)
- En décembre 2002, des travaux de mise aux normes furent entamés. Deux tribunes entièrement assises furent construites pour remplacer les terre-pleins situés aux extrémités du terrain. De ce fait, la capacité du stade passa de 27 000 à 20 000 spectateurs.

#### Équipes résidentes

##### Rugby à XIII
Le Parramata Stadium, rebaptisé "Pirtek Stadium" en raison du "naming", est tout proche du siège des Parramatta Eels, grand club local de NRL, qui est son résident principal et permanent. Le siège de ce club est impressionnant (4 étages avec bars, restaurants, casino, salles de musculation, bureaux et salles de réunion).

##### Baseball
On a joué au baseball entre 1992 et 1999 dans le cadre de la Australian Baseball League (équipe des Sydney Blues, renommés plus tard Sydney Storm).

##### Football
Le Parramatta Power, équipe participant à la National Soccer League (NSL) et appartenant au consortium propriétaire des Parramatta Eels, y joua ses matches à domicile de 1999 à 2004. Avec la création de la A-League, le Power disparut à la fin de la saison 2003/2004. Son dernier match fut la finale du championnat NSL contre le Perth Glory au Parramatta Stadium. Au total, le stade a accueilli 7 finales de la NSL (1986 (match retour), 1988, 1989, 1990, 1993, 2001, 2004).
Depuis 2013 ce stade accueille les  Western Sydney Wanderers qui participent au nouveau championnat professionnel de football (A-League).

##### Rugby à XV
Le Parramatta Stadium a accueilli des rencontres du championnat des clubs de Sydney entre 2001 et 2002.  L’Australie y a aussi affronté le Canada en 2002.  Dernièrement, le Parramatta Stadium a été choisi pour accueillir les rencontres à domicile des Western Sydney Rams dans le cadre du Australian Rugby Championship, devenu National Rugby Championship depuis 2014.

## Évènements
- Coupe du monde de rugby à XIII 2008